# Tribunal Suprem dels Estats Units
El Tribunal Suprem dels Estats Units (Supreme Court of the United States, en anglès, sovint abreujat SCOTUS), és el tribunal més alt dels Estats Units, i el cap de la judicatura de la nació. Està integrada per un president (Chief Justice of the United States) i vuit jutges associats (Associate Judges) nomenats pel president dels Estats Units i confirmats amb el "consell i consentiment" del Senat. El càrrec dels jutges és vitalici, si bé poden ser-ne substituïts o retirats si hi renuncien, si es retiren —en quin cas mantenen el títol i certa capacitat d'actuació—, o si han comès un crim i en són impugnats. El Tribunal es reuneix a Washington DC. El Tribunal Suprem és, principalment, un tribunal d'apel·lació o de recurs, però té jurisdicció sobre un nombre petit de casos.

## Composició

### Nombre de membres

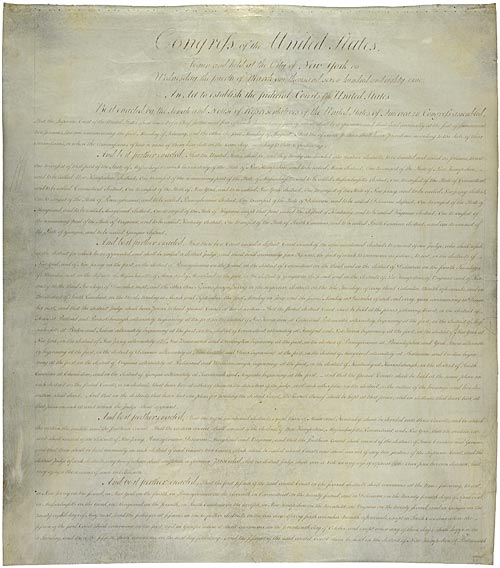
Judiciary Act de 1789.

La Constitució no especifica el nombre de membres que ha de tenir el Tribunal Suprem; en el seu lloc, el Congrés té la facultat de fixar el nombre de jutges. Originalment, el nombre total de jutges va ser fixat en sis per la Judiciary Act de 1789. Mentre el país va créixer geogràficament, el nombre de jutges va augmentar. El Tribunal va ser ampliada a set membres en 1807, nou en 1837 i deu en 1863.
Per la Circuit Judges Act de 1869, el nombre de jutges va ser fixat altra vegada en nou (un Jutge President i vuit Jutges Associats), que s'ha mantingut des de llavors.

### Nomenament
L'atribució de nomenar els seus membres correspon al President dels Estats Units. Com a norma general, el President nomena una persona que comparteixi els seus ideals politicojudicials. No obstant això, regularment el President tracta de cercar un candidat que sigui acceptat tant pels liberals com pels conservadors, ja que un candidat els pensaments del qual siguin considerats massa extrems poden ser rebutjats pel Senat.
En alguns casos, les decisions dels jutges tendeixen a ser justament oposades a allò que el President esperava d'ells quan els va nomenar. Un exemple d'açò és el cas del Jutge President Earl Warren qui va ser nominat pel president Dwight D. Eisenhower, en la creença que seria un jutge conservador. No obstant això, durant la presidència de Warren, es van emetre decisions que van ser considerades entre les més liberals de tota la seua història.
Cal el "consell i consentiment" del Senat per a qualsevol nomenament al Tribunal Suprem. El procés de confirmació atrau regularment un gran nombre de grups activistes que fan campanya en pro o en contra del candidat. El Comitè d'Assumptes Judicials porta a terme les vistes i els interrogatoris per determinar la qualitat del candidat. Després, el ple del Senat considera el nomenament; cal majoria simple per confirmar o rebutjar el candidat. Dotze nominats han estat explícitament rebutjats pel Senat. El més recent va ser el 1987, quan el Senat va rebutjar a Robert Bork. El 1991, la nominació del jutge Clarence Thomas va ser quasi rebutjada a causa d'imputacions d'índole sexual, però el candidat finalment va ser aprovat amb una votació de 52 a 48.
En alguns casos, el Senat pot rebutjar a un nominat en no votar per ell. Per exemple, la minoria pot utilitzar la tècnica del filibusterisme (allargament del debat durant diversos dies). A més, el President pot retirar un nomenament si veu clarament que el candidat no serà confirmat. Aquest cas es va donar quan el President George W. Bush va retirar la nominació de Harriet Miers després de crítiques de part de sectors republicans.
Fins a la dècada dels 80, el procés de confirmació dels candidats era relativament curt; en un termini aproximat d'un mes es decidia si el candidat s'integraria al Tribunal Suprem o no. No obstant això, a partir de la presidència de Ronald Reagan el temps del procés de confirmació s'ha estès. S'estima que la causa d'això podria ser la percepció pública que els jutges del Tribunal Suprem tenen molt de poder.
El terme mitjà de temps entre el sorgiment de vacants en el Tribunal és d'aproximadament dos anys. No obstant això, hi ha períodes on no han sorgit vacants per un llarg temps. Per exemple, no va haver-hi vacants des del nomenament del Jutge Stephen Breyer el 1993 fins que la jutgessa Sandra Day O'Connor va anunciar que es retirava, l'estiu de 2005.
Els períodes de jurisprudència del Tribunal es designen comunament pel nom del Jutge President de torn. Per exemple, el període comprés entre els anys 1969 i 1986 és conegut amb el nom de "Tribunal Burger" (pel nom del Jutge President Warren Burger) i de 1986 a 2005 es coneix amb el nom de "Tribunal Rehnquist" (pel nom del Jutge President William Rehnquist).
En anglès, el títol oficial d'un membre del Tribunal Suprem és justice, la qual cosa es traduiria literalment com justícia, mentre el terme judge es tradueix literalment com a jutge. No obstant això, aqueix no és el títol utilitzat pels membres del Tribunal Suprem.
L'article 5 de la Llei Orgànica reguladora del Tribunal Constitucional d'Espanya assenyala que els membres d'aquest tribunal (equivalent parcial del Tribunal Suprem) tindran la categoria de magistrats del Tribunal Constitucional, per la qual cosa el mot anglès justice es pot traduir com a magistrat, atesa la naturalesa semblant d'ambdues figures.

### Requisits per a ser membre
La Constitució no estableix explícitament els requisits necessaris per ocupar una cadira en el Tribunal. De fet, no estableix paràmetres com la nacionalitat o l'edat necessària, com ho fa en el cas del poder legislatiu i executiu. No obstant això, el President generalment proposa individus que hagin tingut experiència judicial prèvia ja siga a nivell estatal o federal. Dels actuals nou jutges del tribunal, set van fer tasques de tipus jurídic al govern federal.
Els candidats al Tribunal Suprem són avaluats per l'American Bar Association (Associació Americana d'Advocats) i reben una de tres avaluacions finals: "molt qualificat", "qualificat" o "no qualificat". No obstant això, aqueixa avaluació no representa cap obligació ni per al Senat ni per al President, encara que generalment són preses en consideració.

### Altres funcions
Cada Jutge del Tribunal Suprem és assignat a un o dos dels circuits judicials federals. El Jutge President regularment és assignat al Circuit del Districte de Colúmbia i al Circuit Federal. Els altres jutges són assignats als altres circuits. Quan un cas vol ser dut al Tribunal Suprem, s'ha de registrar en l'oficina del Jutge que té competència sobre el circuit on va sorgir l'apel·lació.